# Салганда
Салганда (рос. Салганда) — село Чойського району, Республіка Алтай Росії. Входить до складу Паспаульського сільського поселення.
Населення — 42 особи (2015 рік).